# Seis Días de Escocia de Trial

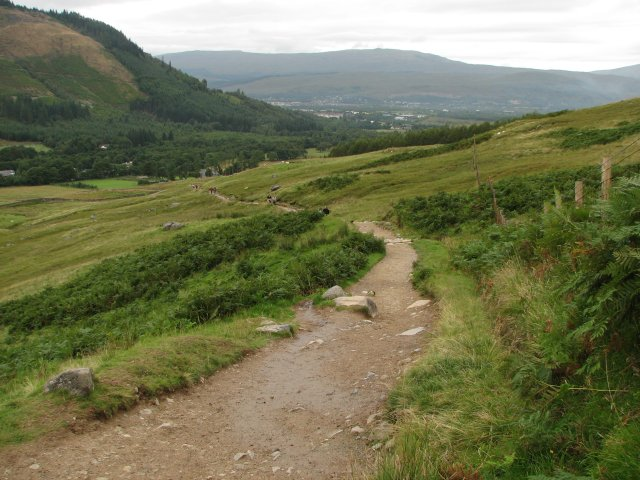
Sendas que recorren los motoristas cerca del Ben Nevis.

Scottish Six Days Trial, conocido también por sus siglas SSDT y/o simplemente por Scottish, es una competición histórica de trial que se lleva celebrando en Escocia desde 1909, sólo interrumpida dos veces a raíz de sendas guerras mundiales, siendo así, en el evento deportivo de trial más antiguo de la historia.

## Evento

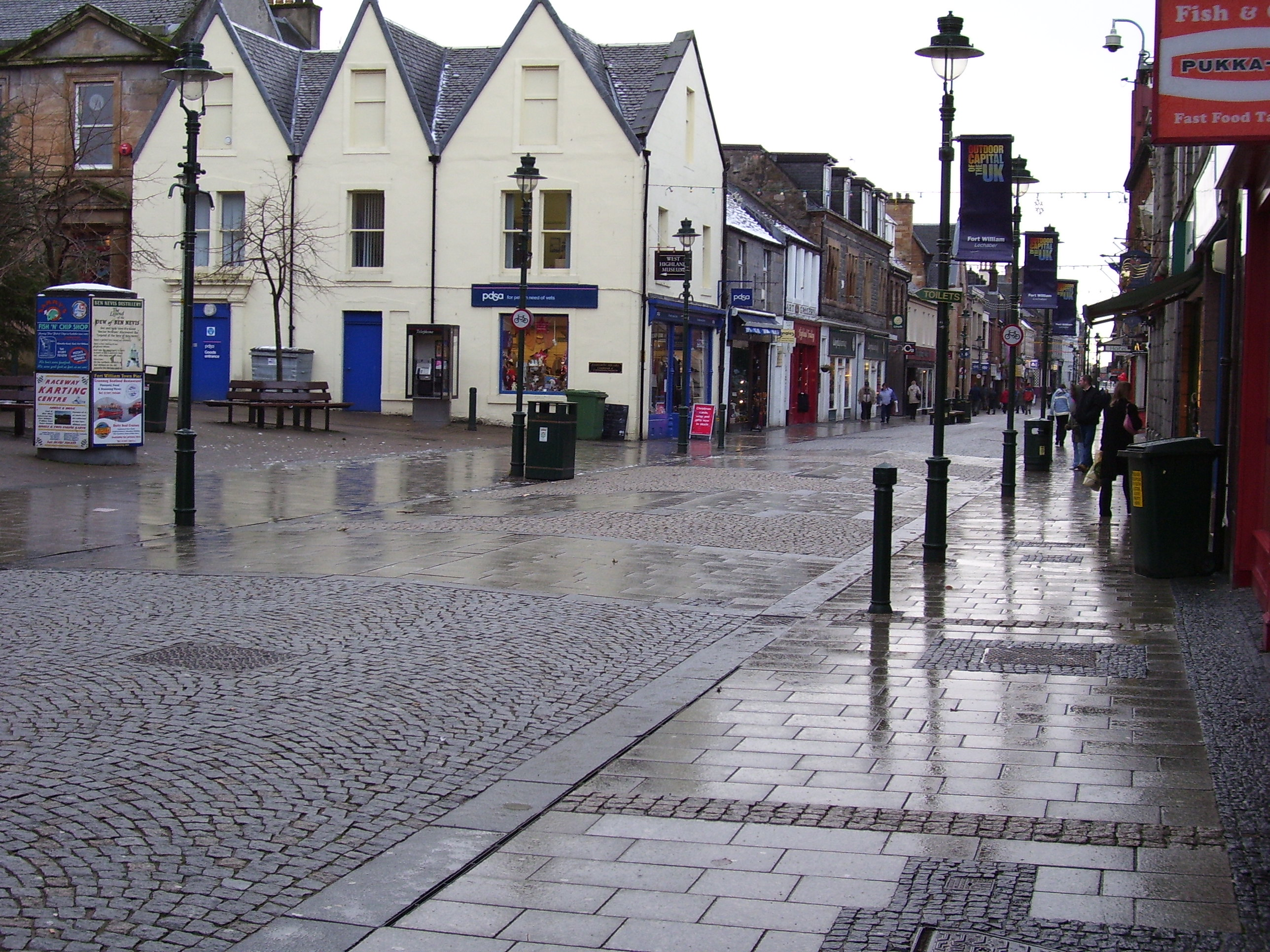
High Street, una de las principales arterias comerciales de Fort William.

El evento lo organiza el histórico club escocés Edinburgh & District Motor Club, con sede en Edimburgo, que nació en 1911 tras la fusión de varios clubes de la región. La base del evento se organiza en la localidad de Fort William, donde los pilotos se preparan para los seis días de competición celebrados durante la primera semana del mes de mayo en las Tierras Altas de Escocia (Highlands), donde deberán recorrer unos 160 kilómetros diarios alrededor de Lochaber unas zonas que tanto por el recorrido como por el clima riguroso debido al viento y las bajas temperaturas, hacen que este sea un trial extremo y ponga a prueba la habilidad y la resistencia tanto del piloto como de su motocicleta.
El recorrido transcurre entre paisajes naturales inhóspitos donde hay repartidas las distintas zonas que los participantes deben superar agrupadas por secciones, algunas de las cuales gozan de mucha popularidad dentro de este deporte por su singularidad, dureza o por el paisaje que las rodea, como lo son Laggan Locks, Blackwater, Ben Nevis o la famosa Pipeline, una zona que discurre paralelamente a un oleoducto en una larga ascensión rocosa.
Las plazas son limitadas a 270, una cantidad que siempre se ve superada por el número de aspirantes para participar en dicha prueba y que la organización reparte 30 de las mismas a los equipos de los fabricantes, 50 reservadas para el club y las restantes se reparten en un sorteo. La prueba es ampliamente seguida por la emisora Nevis Radio.

## Historia
El primer trial escocés de larga duración se celebró en julio de 1909 a lo largo de cinco días. Con sede en Edimburgo y meta en John o' Groats, quería convertirse en la prueba de motociclismo más dura jamás realizada. En 1910 se prolongó la duración a seis días y un año después, el Edinburgh & District Motor Club pasó a ser la entidad organizadora. En 1912 la prueba comenzó a ser conocida como los "Scottish Six Days Open Reliability Trial" y en 1914 se aprobaron las reglas, junto con un sistema de puntuación y tiempo de penalización por averías mecánicas.
El estallido de la Primera Guerra Mundial interrumpió la competición, pero el SSDT volvió a celebrarse en 1919. Para resolver la dificultad de los pilotos para seguir la ruta sin perderse, ésta se marcó de color ocre amarillento a través de un barril de pintura instalado en un coche, un sistema que permanecería activo hasta mediados de los años 70, cuando se introdujo el actual sistema de flechas indicadoras y banderas calabaza para los tramos de fuera de carretera. El sistema de puntuación se actualizó en 1926 para permitir pruebas de frenos y de comportamiento en subidas, pero la competición era aún más que nada una prueba de la fiabilidad de la motocicleta. A partir de los años 30 empezaron a frecuentar los equipos de fabricantes y en 1932 el sistema de resultados se volvió a modificar para permitir decidir un ganador. El estallido de la Segunda Guerra Mundial volvió a parar la competición hasta 1947, cuando 108 competidores tomaron parte y los SSDT, también conocidos como "Scottish", se asentaron como el evento más importante para motocicletas de trial.

### La era de las AJS
Durante los años 40 y 50, la motocicleta AJS Model 16, con modificaciones como la mejora del chasis, tubo de escape y reposapiés para mejorar su altura respecto al suelo, se convirtió en una las reinas de la competición por su resistencia y fiabilidad. En 1957 fue rediseñado para aumentar aún más esta altura, pasando de 7 a 10 pulgadas. El 1957 Hugh Viney fue el responsable del desarrollo de la AJS en los años de posguerra, ganando el trial de 1947 con una AJS 16MC en su primer intento, repitiendo el éxito los siguientes dos años, consiguiendo así el primer triplete de la historia. Posteriormente, el récord fue batido por otro piloto de AJS, Gordon Jackson, quien ganó los SSDT cuatro veces consecutivas.

### La era de Sammy Miller y su Ariel
Un nombre que destaca en la historia de los SSDT es el de Sammy Miller, quien desde finales de los 50 y durante una larga década reinó en dicha competición con autoridad, ganando cinco ediciones. Corrió primero para Ariel Motorcycles, empresa a quien ayudó a desarrollar el modelo HT5 500 cc, partiendo de un ejemplar de serie, aligerándola considerablemente. Sus éxitos pilotando esa Ariel, la convirtieron en un modelo muy popular que fue conocida por su matrícula británica, GOV 132.

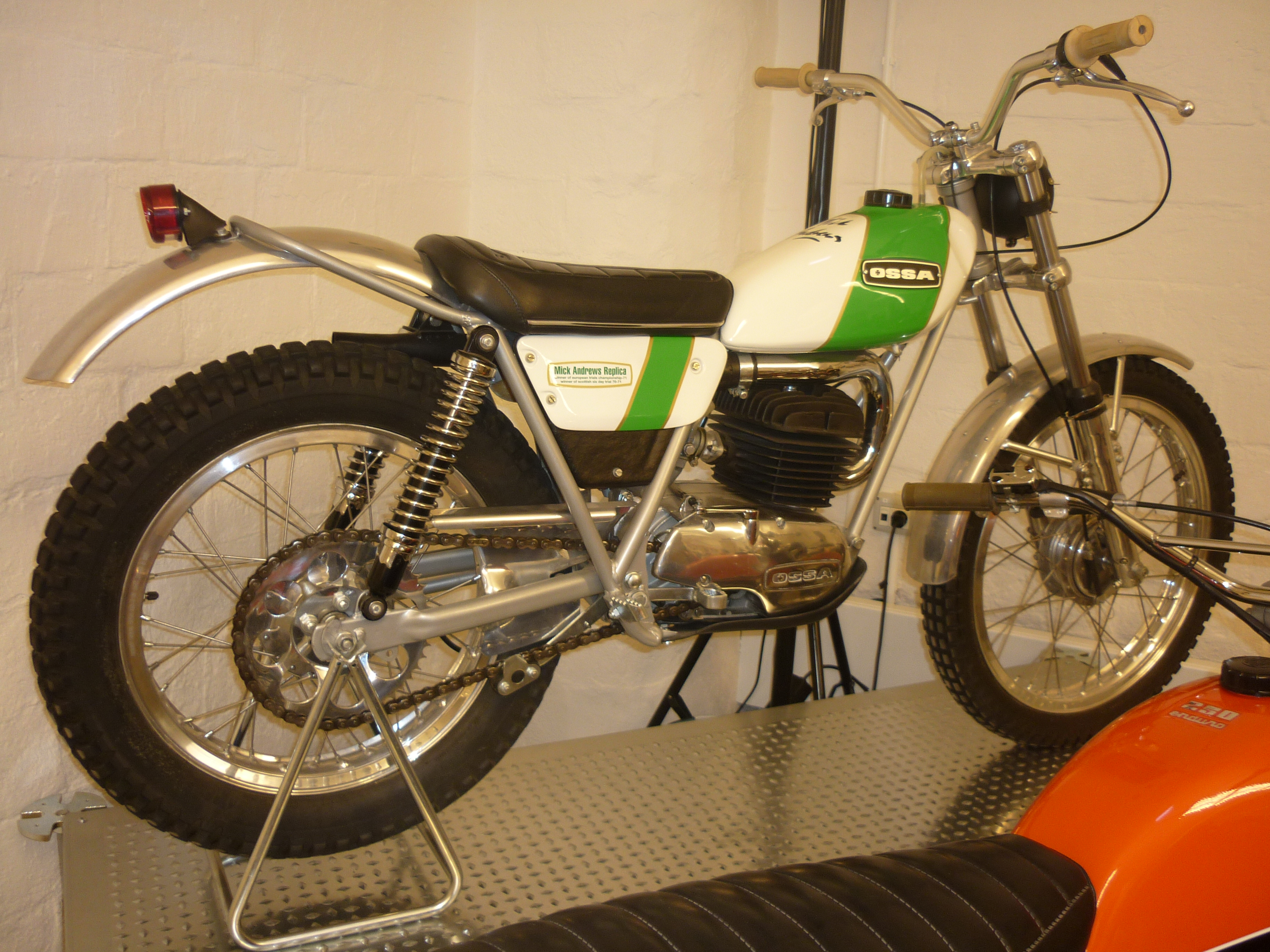
Una OSSA MAR de 250cc.

### Las era de las motos de dos tiempos
En 1964, el piloto Sammy Miller comenzó a colaborar con la catalana Bultaco, siendo el principal desarrollador de sus modernas motos de dos tiempos hasta crear la famosa Sherpa T. A partir de entonces ya nada volvería a ser como antes en el mundo del trial; las pesadas máquinas británicas con motor de cuatro tiempos fueron rápidamente arrinconadas en favor de las nuevas motos catalanas (aparte de Bultaco, pronto se añadirían Montesa y OSSA) equipadas con un nervioso motor de dos tiempos y con una ligereza que las hacía muy superiores. La revolución fue tan importante que actualmente los SSDT hay una prueba Pre-65 reservada a motocicletas anteriores a ese año.

### La era de Mike Andrews
Otro nombre destacado en la historia de la prueba es el de Mick Andrews, piloto que junto con Sammy Miller y Dougie Lampkin han sido los únicos que ha ganado cinco veces el SSDT. Sus primeras tres victorias las logró de la mano de la famosa OSSA MAR y más tarde aún la ganó dos veces más con la japonesa Yamaha, convirtiendo esa moto en la primera no europea que conseguía ganar el evento en lo que llevaba de historia.